# 桃色危機
《桃色危機》1997年單元劇，原由華視於1997年10月22日首播，1997年11月5日停播。後轉至民視於1997年12月17日首播。後改名《桃色危機之愛情本事》，於1998年6月12日開鏡。